# Federico Bonaglia
Federico Bonaglia (Leno, 25 agosto 1972) è un economista e scrittore italiano.

## Biografia
Laureatosi con il massimo dei voti in economia e scienze sociali alla Bocconi di Milano nel 1997, dal 1999 lavora come economista al Centro per lo sviluppo dell'OCSE a Parigi occupandosi in particolare delle conseguenze economiche e istituzionali della globalizzazione nei paesi in via di sviluppo. Le sue ricerche si sono concentrate sulle riforme strutturali in Africa, sullo sviluppo del settore privato in Asia e sulla corruzione. Nei suoi saggi Globalizzazione e sviluppo e La cooperazione internazionale allo sviluppo confronta i paesi del nord e dell sud del mondo e come collaborano per ridurre il disagio economico di questi ultimi e per assicurare i diritti umani alle popolazioni.

## Opere pubblicate
- Meeting the challenge of private sector development. Evidence from the Mekong sub-region, Parigi, OCSE, 2006. ISBN 92-64-02822-6
- La cooperazione internazionale allo sviluppo, con Vincenzo De Luca, Bologna, il Mulino, 2006. ISBN 88-15-10978-1
- Globalizzazione e sviluppo. Due concetti inconciliabili? Quattro luoghi comuni da sfatare, con Andrea Goldstein, Bologna, il Mulino, 2003. ISBN 88-15-09321-4
- Trading competitively. A study of trade capacity building in sub-saharan Africa, con Kiichiro Fukasaku, Parigi, OCSE, 2002. ISBN 92-64-09958-1 Consultabile su Google libri (EN) .